# Courcelles-sur-Viosne
Courcelles-sur-Viosne ist ein Ort und eine nordfranzösische Gemeinde mit 307 Einwohnern (Stand 1. Januar 2022) im Département Val-d’Oise in der Region Île-de-France (Frankreich).

## Lage
Der Ort Courcelles liegt am Flüsschen Viosne, einem Nebenfluss der Oise, in einer Höhe von ca. 50 m ü. d. M. ca. 41 km (Fahrtstrecke) nordwestlich von Paris in der Landschaft des Vexin nahe der Grenze zur Normandie. Die Stadt Pontoise ist nur etwa 10 km in südöstlicher Richtung entfernt. Das Gemeindegebiet gehört zum Regionalen Naturpark Vexin français.

## Bevölkerungsentwicklung
| Jahr      | 1800 | 1851 | 1901 | 1954 | 1999 | 2013 |
| Einwohner | 143  | 150  | 154  | 208  | 275  | 299  |

Die Zahl der Einwohner blieb lange Zeit stabil; wegen der relativen Nähe zum Großraum Paris ist sie seit den 1960er Jahren leicht angestiegen.

## Wirtschaft
In früheren Jahrhunderten lebten die Einwohner als Selbstversorger vom Ertrag ihrer Felder und Gärten; auch Viehzucht wurde in geringem Umfang betrieben. Landwirtschaft und Kleinhandel spielen auch heute noch die größte Rolle im Wirtschaftsleben der Gemeinde. Einige Häuser sind als Ferienhäuser (gîtes) ausgewiesen.

## Geschichte
Circa einen Kilometer südlich der Kirche wurden Kleinfunde aus der Jungsteinzeit entdeckt; in römischer und gallorömischer Zeit führte die Chaussée Jules César durch das heutige Gebiet der Gemeinde. In den Jahren 1100 und 1127 wird der Ort erstmals unter den Namen Corcella oder Curcellis erwähnt. Kurz darauf entstand die Kirche des Ortes.

## Sehenswürdigkeiten

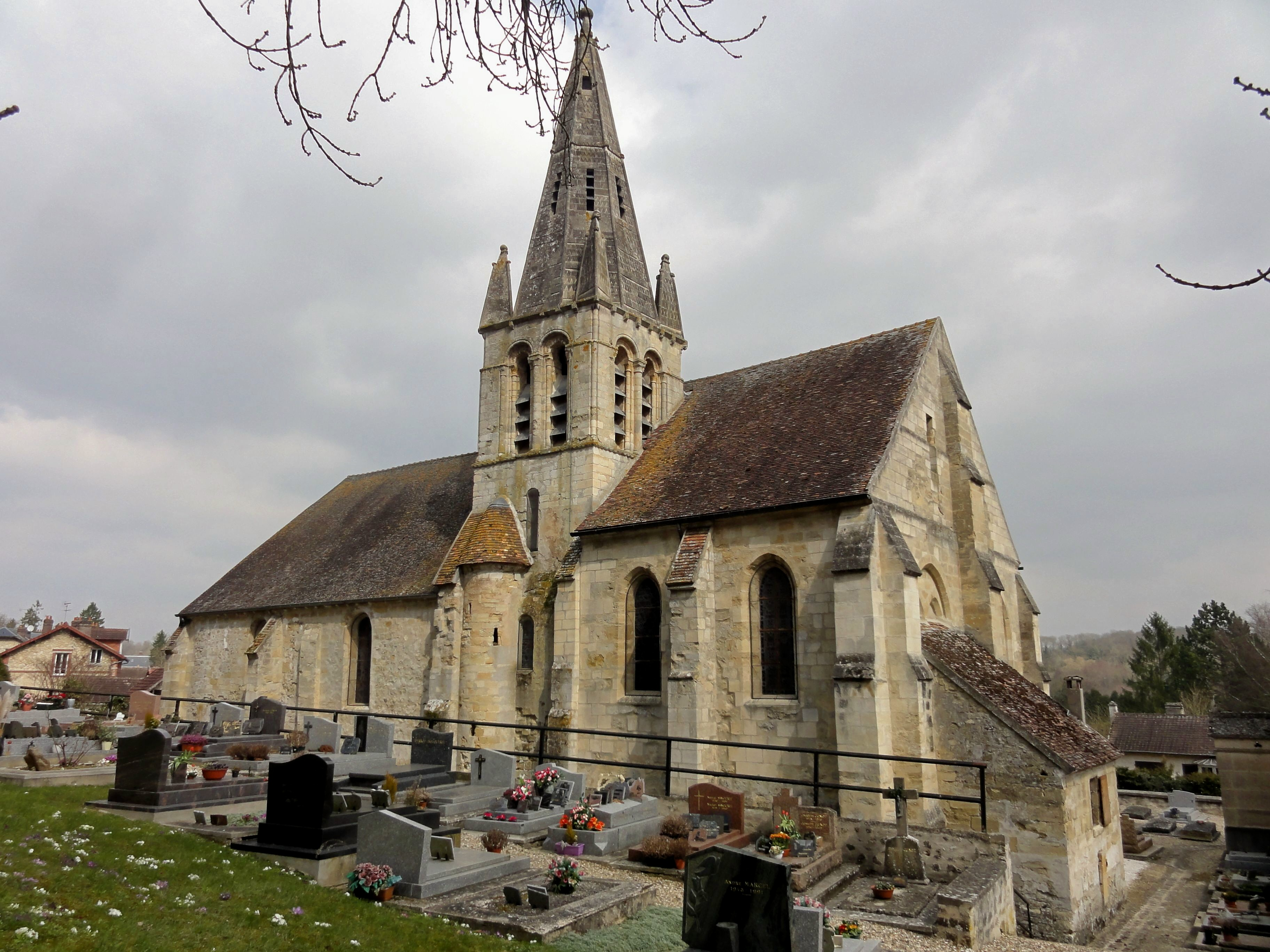
Kirche Saint-Lucien

- Ein Brunnen aus gallorömischer Zeit befindet sich auf einem Privatgrundstück. Gleichwohl ist er seit 1942 als Monument historique anerkannt.[1]
- Die Pfarrkirche Saint-Lucien war wohl im Jahr 1161 fertiggestellt; aus dieser Zeit stammen noch der Glockenturm mit seinem steinernen Spitzhelm und der südliche, aus Bruchsteinen gemauerte Teil des Langhauses. Der flachschließende, aber zweischiffige Chor und der nördliche Teil des zweischiffigen Langhauses wurden im 13. Jahrhundert in frühgotischem Stil (d. h. ohne Maßwerkfenster) erneuert. Der ungewöhnliche Kirchenbau ist bereits seit dem Jahr 1908 als Monument historique anerkannt.[2]
- Das Manoir de Courcelles ist ein Adelssitz aus dem 17. Jahrhundert mit späteren Hinzufügungen.
- Ein riesiger Mühlenkomplex aus Fachwerk am Ufer der Viosne stammt aus dem 19. Jahrhundert.
- Am Ortsrand steht ein Waschhaus (lavoir) aus dem 19. Jahrhundert unmittelbar am Flüsschen Viosne.
- Ein monolithisches Tatzenkreuz aus dem 13. Jahrhundert steht unmittelbar an den Überresten der Römerstraße.

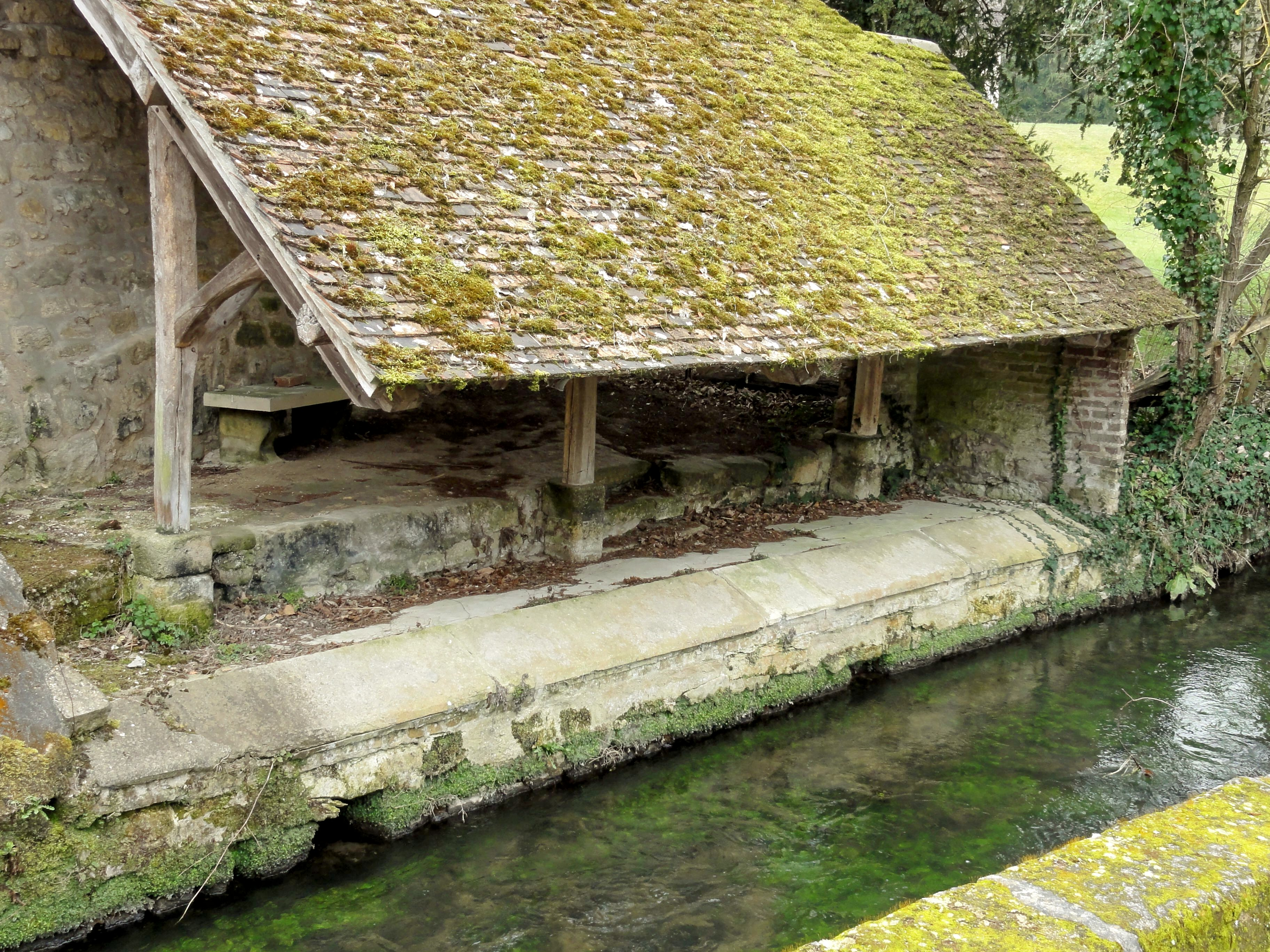
Waschhaus (Lavoir)
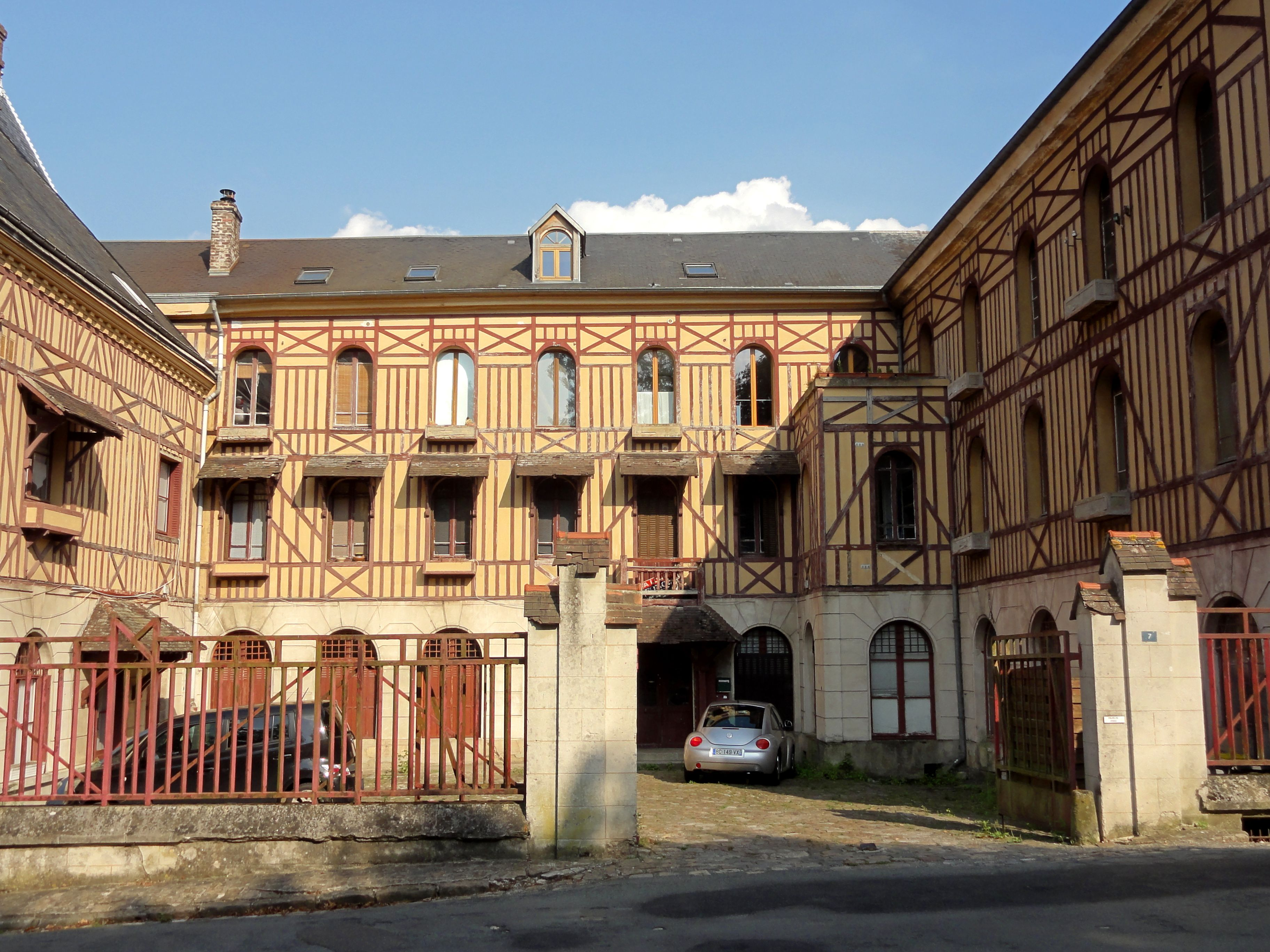
Moulin de Courcelles
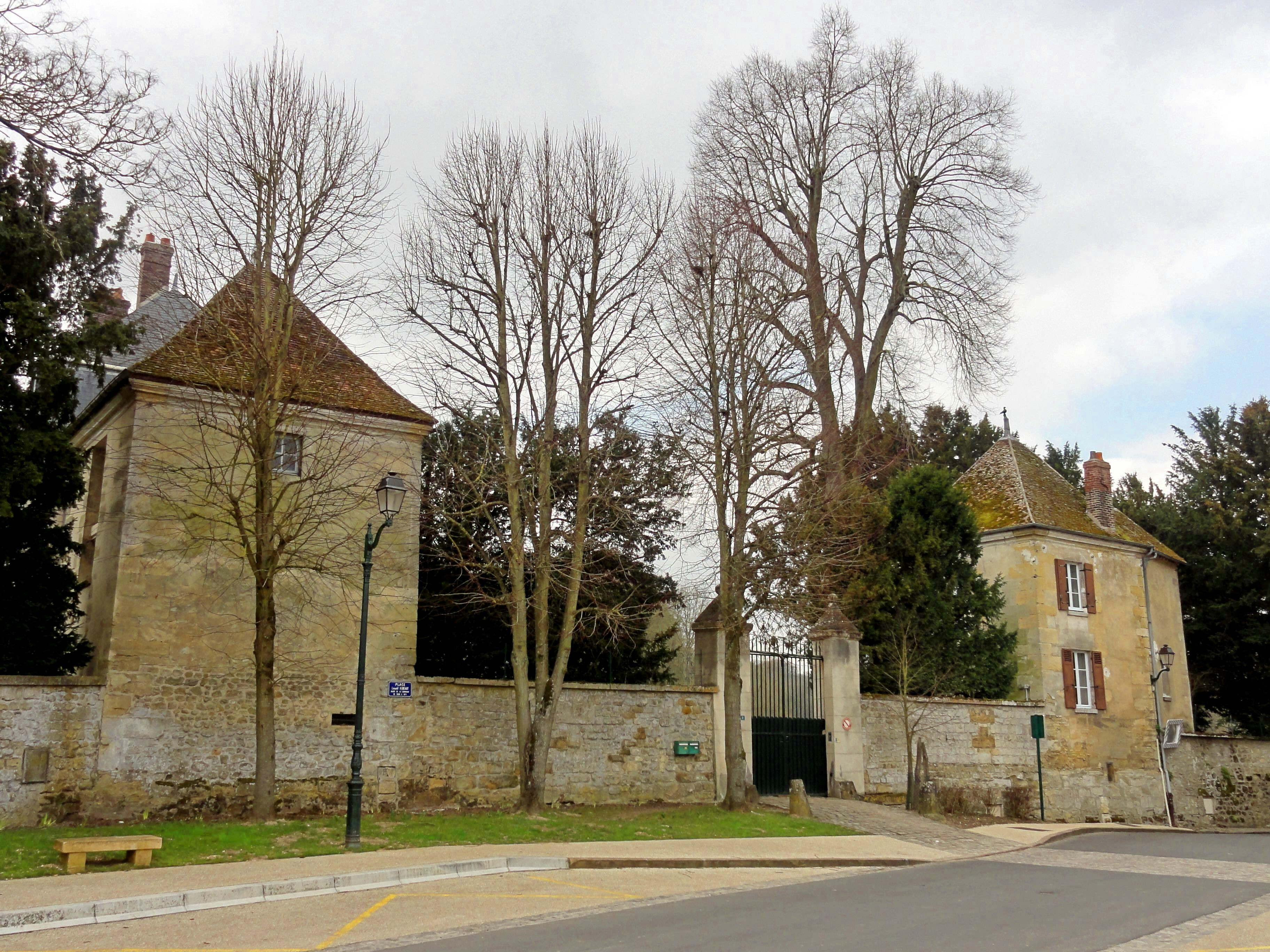
Manoir de Courcelles
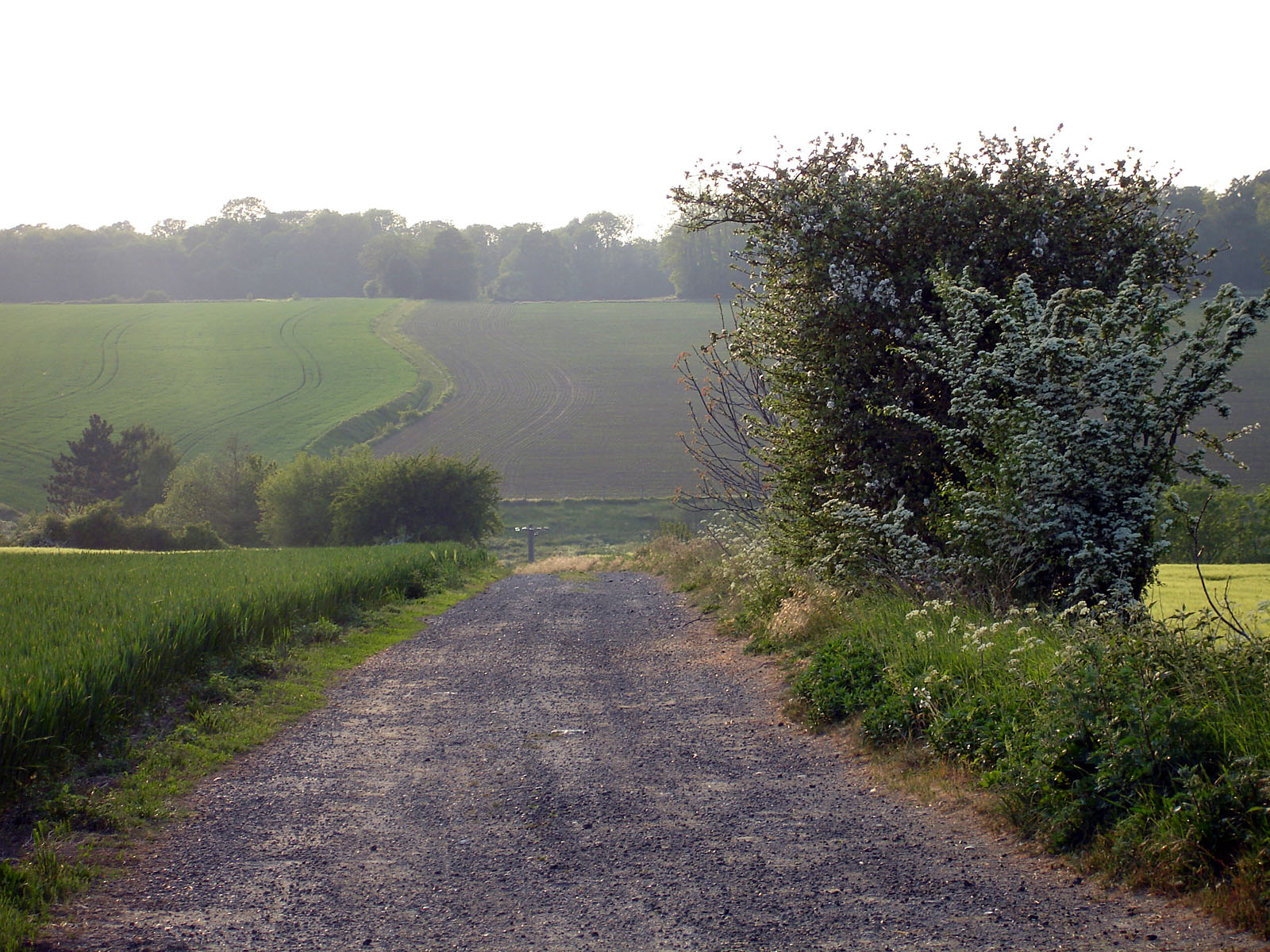
Chaussée Jules César
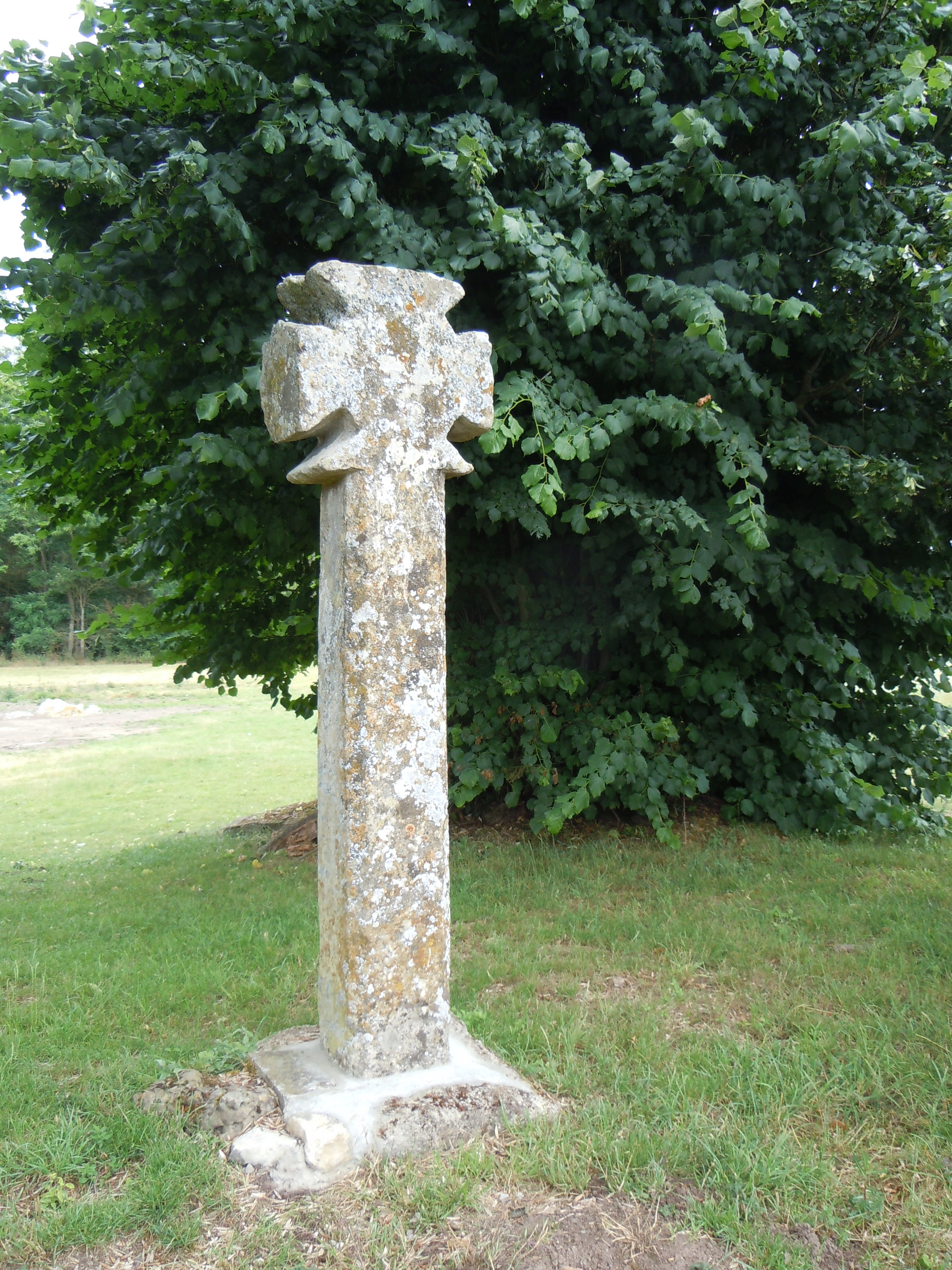
Tatzenkreuz

## Personen mit Bezug zur Gemeinde
- Guilly d’Herbemont (1888–1980), Erfinderin des Weißen Langstocks für Blinde und Sehbehinderte.